# 中国人民大学附属中学通州校区
39°54′26″N 116°43′21″E / 39.907343°N 116.722499°E
人民大学附属中学通州校区是一家教育部门主办的十二年一贯制学校，位于北京市通州区胡各庄村南1号北京城市副中心行政办公区的北侧。学校有现代化智能教室、科技实验室、天文科技活动室、机器人活动室、中医药文化陈列室、电子书画教室、10万册馆藏图书馆和阅览室，有容纳1400名学生的公寓、2000人同时用餐的食堂、400米标准跑道操场、300人室内篮球馆、舞蹈排练厅等住宿、用餐和活动场地。截至2019年暑期开学，学校有教职员工308人，市区级学科骨干、带头人30人，高级教师85人，博士13人，硕士60人。

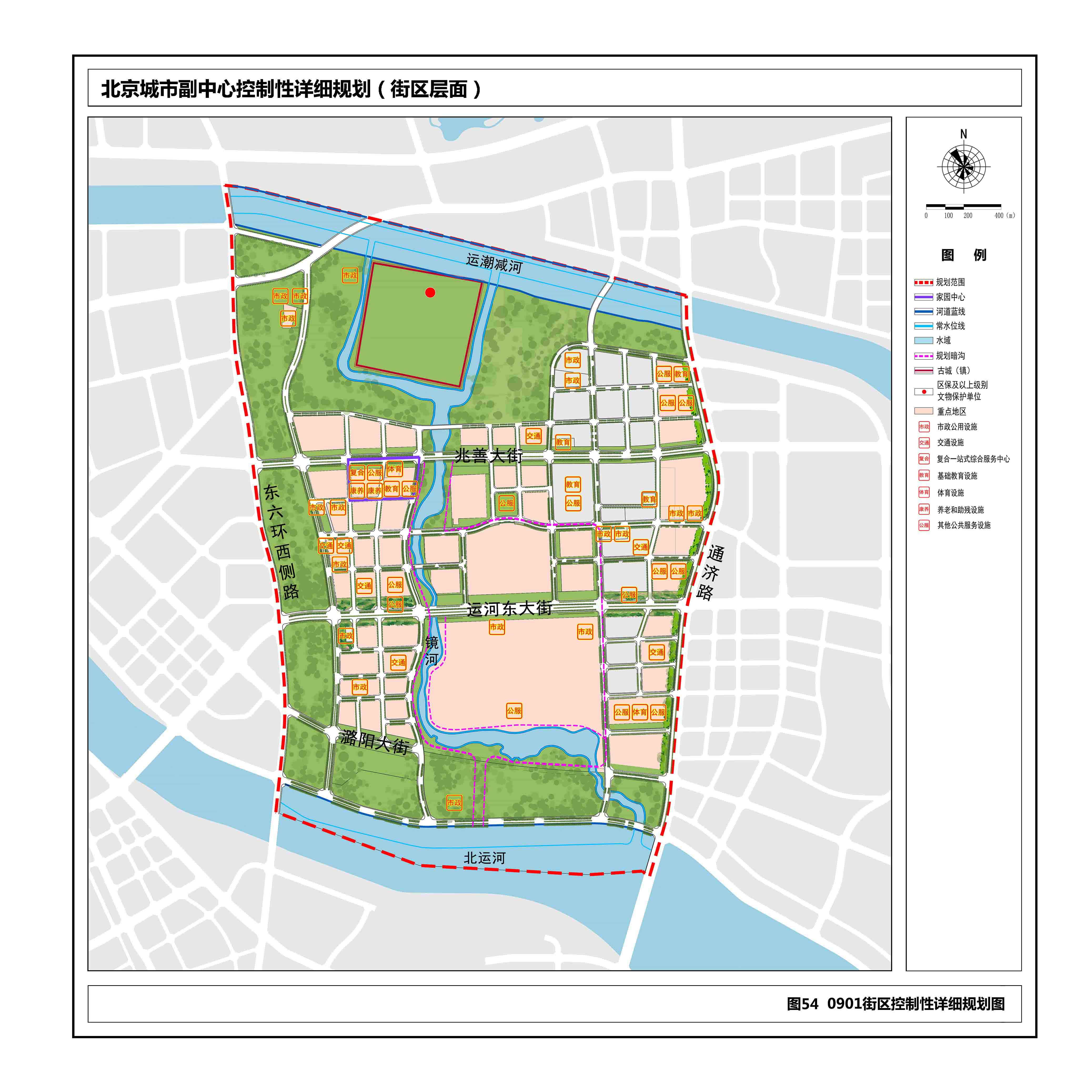
《北京城市副中心控制性详细规划（街区层面）（2016年—2035年）》 0901街区规划图则

## 历史
学校始建于1915年冬，名为通县女子师范讲习所。1918年，更名为京兆女子师范学校。1963年3月，更名为通县第三中学。1997年9月，更名为北京市通州区第三中学。2011年8月底，由女师胡同3号原址迁入现址。2016年5月10日，人民大学附属中学入驻通州三中，组建人大附中通州校区。

## 荣誉
- 北京体育传统项目学校
- 北京文明校园
- 北京青少年机器人教育基地校
- 北京五星级健康促进学校